# Chrysops boliviensis
Chrysops boliviensis är en tvåvingeart som beskrevs av Krober 1926. Chrysops boliviensis ingår i släktet Chrysops och familjen bromsar. Inga underarter finns listade i Catalogue of Life.